# Brissay-Choigny
Brissay-Choigny é uma comuna francesa na região administrativa de Altos da França, no departamento de Aisne. Estende-se por uma área de 8,98 km². Em 2010 a comuna tinha 308 habitantes (densidade: 34,3 hab./km²).